# Correlação entre sismos e marés

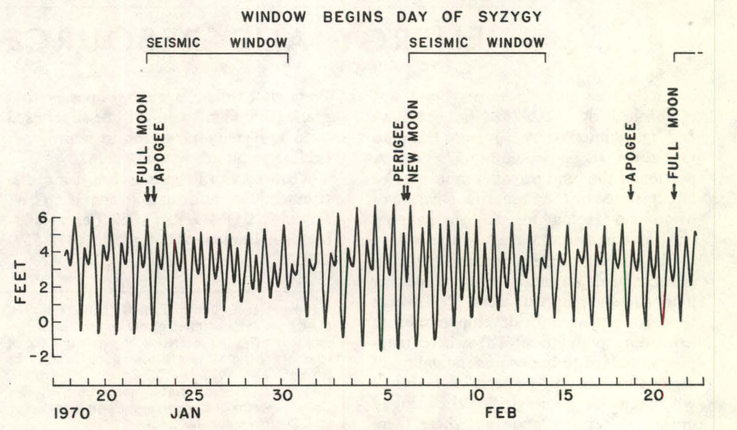
Amplitude da maré oceânica na Golden Gate Bridge durante cinco semanas em 1970. Os parêntesis indicam os períodos de janela sísmica definidos por Jim Berkland.

Correlação entre sismo e marés é a teoria de que pode ocorrer o desencadeamento de sismos pelas marés e de que as forças de maré podem induzir sismicidade.

## Descrição
A teoria afirma que em períodos de sizígia os efeitos combinados das marés do sol e da lua, tanto diretamente ou em resultado da maré terrestre na própria crusta terrestre, quer indiretamente pela carga hidrostática devido às marés oceânicas,  deve ser capaz de desencadear terramotos em rochas que já estão sob tensão ao ponto de c, e, portanto, uma maior proporção de sismos deve ocorrer em momentos de máxima tensão mecânica induzida pela força de maré, como nas marés vivas das luas nova e cheia.
Já decorreu mais de um século desde que este efeito foi postulado e a correlação tem vindo a ser investigada, mas, com exceção das áreas vulcânicas (incluindo as cristas oceânicas médias) os resultados têm sido pouco encorajadores. Foi sugerido que alguns resultados negativos se devem ao facto de não se ter tido em conta a fase de maré e a orientação da falha (dip), enquanto estudos que relatam correlações positivas sofrem de falta de rigor estatístico.
Uma investigação sistemática não encontrou evidência para um aumento na sismicidade durante intervalos de grande amplitude de maré, mas há evidências claras de um aumento pequeno, mas significativo, nas taxas de sismos perto da maré baixa. Esse mesmo estudo não encontrou um aumento de sismos perto do pico das marés vivas.
A sismicidade será favorecida nas marés baixas, particularmente para falhas inversas, porque a redução do peso sobrejacente liberta a falha, reduzindo o atrito. A carga oceânica não tem qualquer efeito do tipo strike-slip.
Os trabalhos de investigação mostraram uma correlação robusta entre pequenas forças induzidas pela maré terrestre e a atividade de tremores não vulcânicos.
Os vulcanólogos utilizam os movimentos regulares e previsíveis das marés terrestres para calibrar e testar instrumentos sensíveis de monitorização da deformação dos vulcões. As marés podem também desencadear fenómenos vulcânicos.